# Amomum micranthum
Amomum micranthum är en enhjärtbladig växtart som beskrevs av Henry Nicholas Ridley. Amomum micranthum ingår i släktet Amomum och familjen Zingiberaceae. Inga underarter finns listade i Catalogue of Life.